# Falaises a Pourville, soleil levant
Falaises a Pourville, soleil levant è un dipinto a olio su tela realizzato nel 1897 dal pittore Claude Monet. 
L'opera fa parte di una serie di cinque dipinti che hanno come soggetto la stessa veduta delle scogliere di Pourville, in Normandia, colte nelle diverse ore del giorno.
Acquistata nel 1983 dal musicologo e collezionista Luigi Magnani per la sua collezione personale, la tela è oggi conservata alla Fondazione Magnani-Rocca ed è una delle rare opere di Monet visibili in Italia .